# 小行星6621
小行星6621（英語：6621 Timchuk）是一颗围绕太阳公转的小行星。1975年11月2日，塔瑪拉·米哈伊洛夫那·斯米爾諾娃在克里米亚发现了此天体。
这颗小行星的绝对星等为254.0775642505525等。